# Talisco
 (mars 2021).
L'article doit être relu — et modifié si nécessaire — par des contributeurs indépendants pour apporter un regard critique aux contributions effectuées en violation des conditions d'utilisation de Wikipédia, tant sur la forme (notamment concernant le style encyclopédique, la proportionnalité) que sur le fond (la neutralité de point de vue, la qualité et l'indépendance des sources).
 (juin 2015).
Si vous disposez d'ouvrages ou d'articles de référence ou si vous connaissez des sites web de qualité traitant du thème abordé ici, merci de compléter l'article en donnant les références utiles à sa vérifiabilité et en les liant à la section « Notes et références ».
Jérôme Amandi, dit Talisco, est un chanteur et auteur-compositeur-interprète français.
Il est auteur de plusieurs succès dont les titres Your Wish et The Keys extraits de son premier album Run.

## Biographie
Talisco commence la musique à 11 ans, passant par tous les instruments. Il met la musique de côté et travaille dans le marketing avant de décider en 2010 de tenter l'aventure musicale.
Ses chansons racontent en filigrane les libertés confisquées, sous Franco ou par des tyrans plus intimes, et multiplient les décors.
Enfant, Jérôme Amandi baigne dans les B.O. de western spaghetti dont raffole son père, mais aussi dans le folklore ibérique de ses origines et le rock sauvageon. Il découvre la musique et la guitare à l'âge des premières révoltes. Il compose ses chansons dans sa chambre et monte un groupe de rock, sur les traces de Slash, Rod Stewart et Stevie Wonder.

### Carrière
Repéré et signé en 2011 par le label Roy Music, Talisco sort son 1er EP My Home au printemps 2013.
Composé de 4 titres, le single Your Wish déferle sur les ondes radio.
Jérôme Amandi est rejoint sur scène par 2 musiciens : Gautier Vexlard (batterie, machines et chœurs) et Thomas Pirot (guitare, basse, machines et chœurs). Le groupe ainsi formé, part dès le printemps sur leurs premières dates françaises avec en point de mire une date à la Maroquinerie le 21 novembre.
Parallèlement à cette tournée, Jérôme Amandi compose les titres de son 1er album Run qui sortira le 17 mai 2014.

#### Run(2014 - 2016)
Talisco part en tournée fin janvier pour défendre son 1er album Run.
40 dates sur le 1er semestre dont des prestations à Solidays et une date parisienne à la Cigale le 10 juin. Suivra une 1ère tournée de festivals sur l'été 2014.
En février, le label Virgin records Allemagne nouvellement fondé, signe le jeune français pour plusieurs territoires (Allemagne, Autriche, Suisse, Europe l'Est et Europe du Nord). Véritable coup de cœur du label, Talisco est la première signature du label.
Le 16 septembre, c'est au tour de l'Italie de signer Talisco et de sortir l'album Run.
Talisco continue sa tournée conséquente de Run et dans toute l'Europe. Les médias européens s'emparent du phénomène et parlent de la nouvelle « scène frenchie pop électro ». Talisco se produit sur les festivals les plus réputés comme Eurosonic (Pays-Bas), Repeerbahn (Allemagne), Franco de Spa (Belgique)... et une première date aux États-Unis au salon Musexpo.
Le 13 février 2015, le distributeur Pias sort l'album Run au Benelux.
Talisco sort début 2015, son deuxième single The keys extrait de l'album Run et le succès est immédiatement aux rendez-vous. Le titre se classe en haut des charts et atteint la 1re place de plusieurs tops radios, RTL2 et Virgin radio en premier lieu[réf. nécessaire].
Les marques suivent le mouvement. The keys sera choisi pour illustrer la nouvelle campagne 4G de Bouygues Telecom[réf. nécessaire].
En 2016, Talisco part à la conquête de nouveaux territoires. Premières tournées en Angleterre, au Canada et aux États-Unis.
Durant ce périple, Jérôme Amandi commence à composer son futur album. De retour en Europe, Talisco terminera la tournée de son album Run par une tournée de festivals durant l'été.
L'album Run installera Talisco sur la scène pop électro internationale avec près de 200 concerts en 2 ans.

#### Capitol Vision(2017 - 2018)
Talisco sort le 27 janvier 2017 son deuxième album Capitol Vision.
Largement inspiré de son périple américain et notamment de ses nombreux allers-retours à Los Angeles, l'album proposera une direction artistique plus brute, plus frontale.
Mixé par le réalisateur Jaycen Joshua (en), l'album est encensé par la critique en France comme en Europe[réf. nécessaire].
Le single Stay (before the picture fades) connait un succès radiophonique conséquent en France, en Allemagne, en Suisse et en Belgique.
La tournée européenne du second album commence début février 2017.
Près de 100 dates sur toute l'année en Europe dont des prestations au Printemps de Bourges, Festival Main Square, Francofolies de la Rochelle, Vieilles Charrues, Musilac...
Au 1er trimestre 2018, Talisco retourne en Amérique du Nord pour une nouvelle tournée (New-York, Chicago, Los Angeles, San Francisco, Seattle, Portland, Montréal...).

#### Kings and Fools(2019)
Talisco sort son troisième album le 29 mars 2019. 
À la fin de l'été 2018, Talisco révèle un extrait de l'album avec le titre Sun. Ce titre est d'ailleurs utilisé comme générique de la série télévisée Un si grand soleil sur France 2[réf. nécessaire]. 

## Discographie
| EP   | EP                  |
| ---- | ------------------- |
| 2013 | My Home             |
| 2014 | Your Wish (remixes) |

| Albums | Albums          |
| ------ | --------------- |
| 2014   | Run             |
| 2017   | Capitol Vision  |
| 2019   | Kings and Fools |
| 2020   | Inner Songs     |
| 2023   | Cinematic       |
|        |                 |